# Тренто (тежък крайцер, 1927)
Тренто (на италиански: Trento) е тежък крайцер на италианския флот от времето на Втората световна война, главен кораб на едноименната серия крайцери. Заложен в корабостроителницата „Cantieri Odero Terni-Orlando“ в Ливорно на 8 февруари 1925 г., спуснат на вода на 4 октомври 1927 г., а влиза в строй на 3 април 1929 г. На 16 юни 1942 г. е потопен с торпедо от английската подводница „Умбра“ (HMS Umbra (P35)) в Йонийско море, в точката с координати 35°45′ с. ш. 19°04′ и. д. / 35.75° с. ш. 19.066667° и. д.. Изключен от състава на флота на 18 октомври 1946 г.

## История на службата

### Довоенна служба
За своето първо плаване „Тренто“ излиза през май 1929 г., когато „Тренто“ и „Триест“ правят поход по Средиземно море със заход в Испания. Така командването на флота демонстрира на света своите нови крайцери. Впоследствие „Тренто“ става своеобразна визитна картичка за Реджина Марина, извършвайки цяла поредица далечни плавания с цел демонстрация на флага. В периода юли – октомври 1929 г. крайцерът се насочва за Южна Америка, посещавайки при това пристанища в Португалия, Бразилия, Аржентина, Уругвай, Испания. В периода септември – ноември 1930 г. „Тренто“ има поход по Източното Средиземноморие с посещаване на Солун, а също на Родос и Лерос. На 4 февруари 1932 г. крайцерът, заедно с разрушителя „Есперо“, отплава за Далечния Изток. По пътя корабите посещават Порт Саид, Аден, Коломбо и Сингапур. На 4 март 1932 г. те пристигат в Шанхай и провеждат около два месеца в китайски води. През април—май 1932 г. „Тренто“ е в Нагазаки, където преминава докуване и на 14 май 1932 г. италианските кораби започват обратния си път. При това те посещават Хонконг, Батавия, Коломбо, Порт Саид и Родос. На 30 юни 1932 г. „Тренто“ пристига в Специя.
На 6 – 7 юли 1932 г. крайцерът участва в морския парад в Неапол, който приема Бенито Мусолини. На 2 декември 1933 г. „Тренто“ заедно с „Триест“ и „Болцано“ влиза в състава на 2-ра дивизия крайцери на Първа ескадра и става неин флагмански кораб. През юни 1934 г. дивизията е преименувана на 3-та дивизия крайцери. „Тренто“ прави поход в Адриатика през юни 1934 г., посещавайки албанското пристанище Драч, а също и Венеция. През март 1935 г. „Тренто“ се отправя на плаване по Източното Средиземноморие, с посещения в Родос и Лерос. Лятото на 1935 г. всички тежки крайцери на италианския флот са концентрирани в Специя, готвейки се за възможни операции против британския флот в навечерието на войната с Етиопия.
През ноември 1936 г. „Тренто“ посещава Саламин, а на 10 – 12 март 1936 г. съпровожда крайцера „Пола“, на който Б. Мусолини прави своята визита в Либия. На 27 ноември 1936 г. „Тренто“ участва във военноморския парад в Неапол в чест на унгарския регент Миклош Хорти. В периода 1936 – 1939 г. „Тренто“ епизодически действа при бреговете на Испания, осъществявайки поддръжка на франкистите в хода на гражданската война. На 5 май 1938 г. взема участие в грандиозния военноморски парад в Неапол в чест на Адолф Хитлер. През май 1939 г. „Тренто“ прави своя последен предвоенен поход по Източното Средиземноморие.

### Служба във Втората световна война
Към момента на влизането на Италия във Втората световна война, на 10 юни 1940 г., „Тренто“ заедно с „Триест“ и „Болцано“ съставляват 3-та дивизия крайцери на Втора ескадра и се базира в Месина. Командва съединението контраадмирал К. Катанео. Съединението има придаден дивизион разрушители от типа „Солдати“ от четири единици. До капитулацията на Франция крайцерите на 3-та дивизия успяват да извършат само един боен поход на 22 – 23 юни 1940 г. и нямат съприкосновение с противника.
На 9 юли 1940 г. „Тренто“ в числото на другите кораби от италианския флот участва в боя при Калабрия, известен в италианската историография като боя при Пунто Стило. В хода на боя „Тренто“ отначало успешно се отклонява от атаките на британските торпедоносци „Суордфиш“, а след това заедно с другите тежки крайцери влиза в бой с леките крайцери на англичаните, откривайки огън от дистанция около 11 мили. Италианците нямат успех, а след това са изпъдени от огъня на британския линкор „Уорспайт“ (HMS Warspite (03)). Впоследствие „Тренто“ се отклонява от поредната атака на торпедоносците и напуска мястото на сражение в състава на своята дивизия под прикритието на димна завеса, поставена от разрушителите. Като цяло, по мнението на историците, италианските тежки крайцери действат в този бой достатъчно пасивно и не постигат нито едно попадение, макар британските леки крайцери да достигат три попадения в крайцера „Болцано“.
На 21 октомври 1940 г. 3-та дивизия се пребазира в Таранто във връзка с окачваното начало на войната против Гърция. Корабите на дивизията се намират на стоянка във вътрешния залив на базата. В нощта на 11 ноември 1940 г. британската палубна авиация атакува Таранто. Макар основния удар на англичаните да нанасят по италианските линкори, атакувани са и италианските тежки крайцери. „Тренто“ получава попадение на 250-фунтова (113,5 kg) полубронебойна бомба. Бомбата попада в района на носовата 100 mm установка на левия борд, пробива палубата и засяда в конструкцията отдолу, но не се взривява. Още на 12 ноември 1940 г. цялата 3-та дивизия крайцери преминава в Месина.
На 26 ноември 1940 г. главните сили на италианския флот отново излизат в морето за удара по британското съединение. В тяхно число и 3-та ескадра, която сега се командва от контраадмирал Л. Сансонети, и включваща „Тренто“, „Триест“ и „Болцано“. Командващия италианската ескадра адмирал И. Кампиони предполага, че противника разполага със значително по-слаби сили и има намерение да го разгроми. Към пладне на 27 ноември италианското въздушно разузнаване установява, че британските сили са доста по-солидни от очакваното и Кампиони дава заповед да се оттеглят. Но крайцерите на 3-та дивизия се оказват по-близо от всички до неприятеля и са принудени да встъпят в бой. Техни опоненти стават пет британски крайцера – 1 тежък и 4 леки. Италианците откриват огън от дистанция около 10 мили и скоро постигат попадения в тежкия крайцер „Беруик“ (HMS Berwick (65)), на който излизат от строй кърмовите кули. Впоследствие в боя влиза британския линеен крайцер „Ринаун“ (HMS Renown (72)), но неговият огън е неточен. Скоро италианските крайцери успяват да се откъснат от преследването. За времето на боя „Тренто“ изстрелва 92 снаряда на главния калибър. Вече след края на боя крайцерите на 3-та дивизия, прикривайки повреденият разрушител „Лянчиери“, са атакувани от британски пикиращи бомбардировачи „Скюа“, но не получават повреди.

### Гибелта на „Тренто“
На 14 юни 1942 г. съединение на италианския флот под командването на адмирал Якино излиза в морето за прихващане на британски конвой, плаващ от Александрия за Малта. В неговия състав действа и 3-та дивизия крайцери, в която влизат „Тренто“ и „Гориция“ под флага на контраадмирал А. Парона. В ранното утро на 15 юни 1942 г. италианските кораби са подложени на серия атаки от британската авиация. В 05:15 „Тренто“ получава попадение от торпедо на британски торпедоносец „Бофорт“. Попадение е в района на носовото котелно отделение, което е наводнено. Водата залива и други отсеци на кораба, започва пожар, крайцерът губи ход. Адмирал Якино изпраща на помощ на „Тренто“ два разрушителя, а самият той продължава сближаване с противника. След три часа борба екипажът на крайцера успява да получи контрол на ситуацията, потушава пожара и пуска в действие кърмовото котелно отделение. В 09:00 разрушителят „Пигафета“ започва буксировка на кораба. Но в 09:10 британската подводница „Амбра“ изстрелва по „Тренто“ торпеда от дистанция 2 мили. Едно от тях уцелва крайцера в района на носовата извисена кула, в резултат на което има детонация на носовите артилерийски погреби. „Тренто“ започва бързо да се наводнява и потъва след пет минути в точката с координати 35°10' с.ш. и 18°40' и.д.
Спасени са 602 души от състава на екипажа, в т.ч. 22 офицера. Загиват 549 души, в т.ч. 29 офицера. Сред загиналите се оказва и командирът на „Тренто“ капитан 1-ви ранг Станислао Еспозито, посмъртно удостоен със „Златен медал за войнска доблест“. „Тренто“ е официално изключен от списъците на флота на 18 октомври 1946 г.